# ألان والتون
ألان والتون (بالإنجليزية: Alan Walton) هو كيميائي أمريكي، ولد في 3 أبريل 1936 في Kings Norton ‏ في المملكة المتحدة، وتوفي في 4 يوليو 2015 في ويستبورت (كونيتيكت) في الولايات المتحدة.